# Ice Blue
Ice Blue, nome artístico de Paulo Eduardo Salvador (São Paulo, 16 de março de 1969), é um rapper brasileiro membro do grupo de rap Racionais MC's.

## Biografia
É um dos fundadores do grupo de Rap Racionais MC's junto com Mano Brown, Edi Rock e KL Jay, membros integrantes até os dias de hoje. Também apresenta o programa "Balanço Rap" na estação de rádio 105 FM junto com o companheiro de grupo KL Jay.
Seu apelido vem de "Nego Blue", música de Jorge Ben Jor. Mano Brown diz que é porque "ele andava sempre arrumadinho".
Ice Blue é um dos integrantes do grupo que mais se mobiliza por ações sociais e pelo movimento hip-hop. Ice Blue faz parceria com outros rappers em músicas que fizeram sucesso como "Diário de um Detento" e "Inimigo é de Graça". O rapper já organizou festivais de rap em São Paulo e está sempre engajado em projetos em benefício do movimento hip hop. O cantor também é empresário da marca de roupas iceblue!. O Rapper está preparando um disco solo, chamado Preso Na Teia, com participação de RZO.
Em 2020, passa a participar do podcast "B3" com Benjamin Back,  João Marcello Bôscoli  e o jornalista André Barcinski.
Já em 6 de março de 2025 foi agraciados com o título de Doutor Honoris Causa pelo Instituto de Filosofia e Ciências Humanas (IFCH) da Unicamp.
Ice Blue é praticante de jiu-jitsu, atualmente é faixa preta, inclusive já participou de competições.

## Discografia

### Álbuns com Racionais MC's
- (1990) Holocausto Urbano
- (1992) Escolha o Seu Caminho
- (1993) Raio-X do Brasil
- (1994) Racionais MC's
- (1997) Sobrevivendo no Inferno
- (2001) Racionais MC's Ao Vivo
- (2002) Nada como um Dia Após o Outro Dia
- (2006) 1000 Trutas, 1000 Tretas
- (2014) Cores & Valores

### Coletâneas
- (1994) Racionais MC's

### Álbuns ao vivo
- (2001) Racionais MC's Ao Vivo
- (2006) 1000 Trutas, 1000 Tretas

### DVDs
- (2006) 1000 Trutas, 1000 Tretas

### Álbuns solo
- (2016) Preso Na Teia ( Part. RZO)

### Singles
- (2015) Dias de Setembro (Part. Lino Krizz)